# Bernard Ładysz

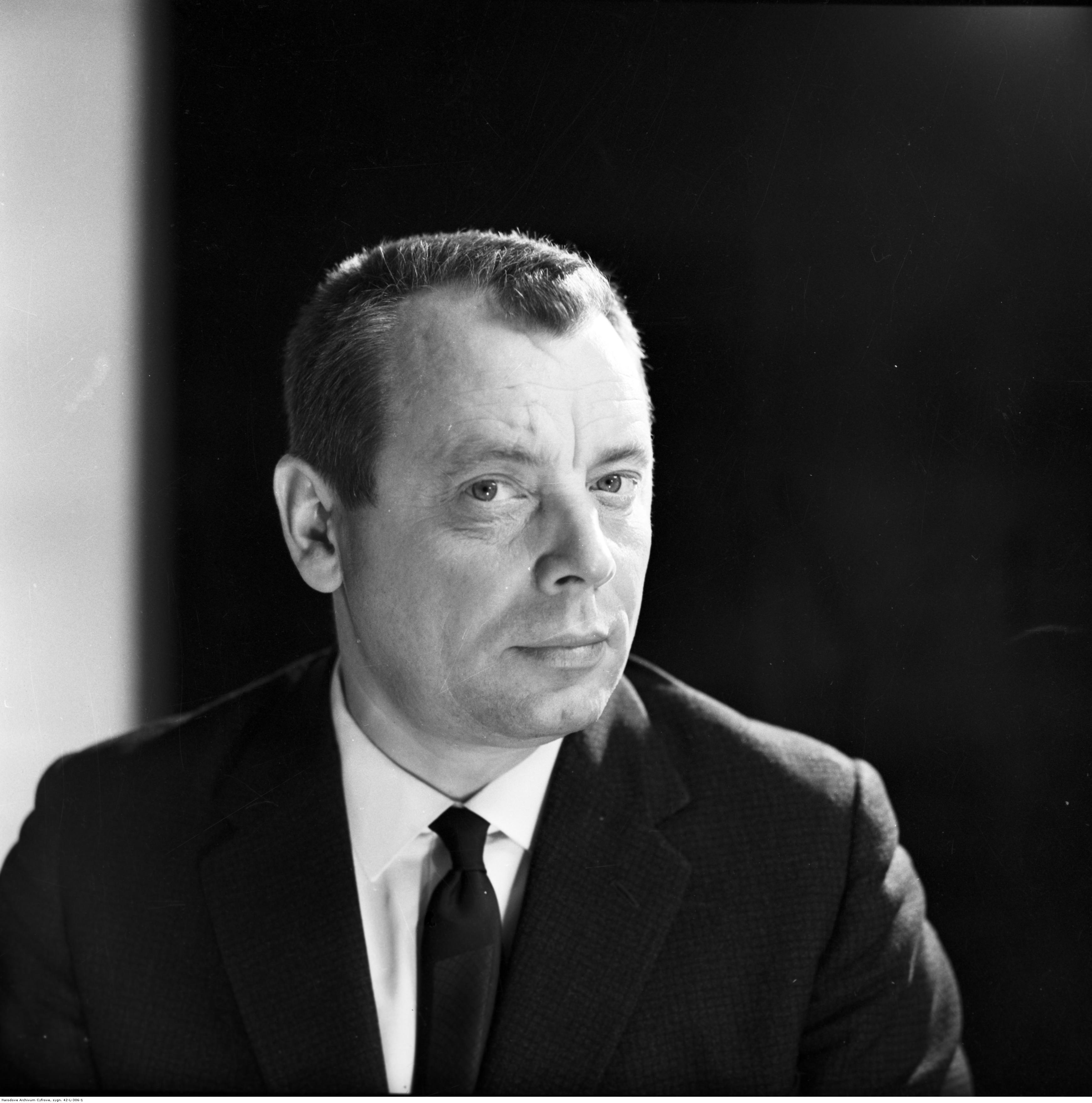
Bernard Ładysz

Bernard Ładysz (* 24. Juli 1922 in Wilna; † 25. Juli 2020 in Warschau) war ein polnischer Opernsänger (Bassbariton), Schauspieler sowie ehemaliger Soldat.

## Leben
Ładysz begann sein Gesangsstudium 1940 in Wilna. Er wurde Sergeant der polnischen Heimatarmee, nahm 1944 an der „Aktion Burza“ (Gewittersturm) teil und wurde nach der Einnahme Wilnas durch die Rote Armee vom NKWD festgenommen und 1944 bis 1946 in der Sowjetunion, in Kaluga, inhaftiert. Ładysz kehrte 1946 nach Polen zurück und setzte sein seit 1941 unterbrochenes Gesangsstudium am Warschauer Konservatorium fort. Zuerst war er im Gesangs- und Tanzensemble der polnischen Armee tätig, 1950–1979 war er Solist im Warschauer Operntheater.
1956 erhielt er im Gesangswettbewerb in Vercelli den ersten Preis „Il primo premio assoluto“. Danach wurde er vom Teatro Massimo in Palermo engagiert. Es folgten Erfolge weltweit – von Australien, Nord- und Südamerika bis zur Volksrepublik China. Für Columbia Records sang er mit Maria Callas in der Gesamtaufnahme von Gaetano Donizettis Lucia di Lammermoor unter Tullio Serafin sowie eine Schallplatte mit Opernarien von Giuseppe Verdi und russischen Komponisten.
Als Opernsänger trat er in den Titelrollen von Eugen Onegin, Das Gespensterschloss, Halka, Faust, Barbier von Sevilla, Don Giovanni, Don Carlos, Die sizilianische Vesper, Die Macht des Schicksals, Aida, Rigoletto, Fürst Igor, Boris Godunow und Jolanthe auf.
Er trat auch bei den Uraufführungen von Krzysztof Pendereckis Werken Die Teufel von Loudun und der Lukas-Passion auf. Er wirkte zudem im Unterhaltungsrepertoire, unter anderem in Anatevka. Er spielte die Titelrolle bei den Ton- und Filmaufnahmen von Domenico Cimarosas Buffo-Oper Il maestro di cappella.
Bernard Ładysz war auch als Filmschauspieler erfolgreich. Zwischen 1965 und 1999 wirkte er an elf Filmen mit, darunter Das gelobte Land (1975), Der Kurpfuscher (1982) und Mit Feuer und Schwert (1999).
Im Laufe seiner Karriere wurde er mit dem Komturkreuz mit Stern, Offiziers- und Ritterkreuz des Polonia-Restituta-Ordens ausgezeichnet. Er wurde im Mai 2008 mit der Ehrendoktorwürde der Fryderyk-Chopin-Universität für Musik geehrt. Im Dezember 2012 erhielt er die Beförderung zum Oberstleutnant im Ruhestand für seine Tätigkeit im Gesangs- und Tanzensemble der polnischen Armee.
Bernard Ładysz starb am 25. Juli 2020, einen Tag nach seinem 98. Geburtstag.